# Hans Peter Feddersen den ældre
Hans Peter Feddersen den ældre (født 9. januar 1788 i Vester Snattebøl (Stedesand Sogn, Kær Herred), død 23. september 1860 sst.) var en dansk landmand og portrætmaler. Han var far til maleren Hans Peter Feddersen.
Hans Peter Feddersen den ældre var søn af Harke Feddersen, en landmand og landsbyskolelærer i Vester Snattebøl på den slesvigske gest, der havde opnået en betydelig uddannelse som autodidakt og selv underviste sine sønner. Hans bror Christian Feddersen virkede som præst i Nibøl og var engageret i det nordfrisiske sprog- og kulturliv. Hans Peter lærte sig selv at male, spillede violin og virkede også som forfatter - og blev efterhånden en anerkendt portrætminiaturist i Slesvig. Posthumt, i 1913, udkom hans krigsdagbog fra 1813/14 (Mit livs mærkeligste år), hvori han beskrev sine oplevelser i det danske forsvar.
Hans Peter Feddersen værker kan ses på museer i Tønder, Husum, Flensborg, Dedsbøl og Slesvig by.

## Literatur
- Berend Harke Feddersen: Der Miniatur-Porträtist Hans Peter Feddersen der Ältere. (1788–1860). Hamborg 1988, ISBN 3-7672-1071-1.
- Lilli Martius: Feddersen, Hans Peter d. Ältere. I: Olaf Klose (Udg.): Biographisches Lexikon für Schleswig-Holstein und Lübeck, 1. bind, Neumünster 1970, s. 138–139.